# فنسنت فرنانديز (لاعب كرة قدم)
فنسنت فرنانديز (31 يناير 1975 في فرنسا - ) (بالفرنسية: Vincent Fernandez)‏ هو لاعب كرة قدم فرنسي في مركز حراسة المرمى، شارك في الألعاب الأولمبية الصيفية 1996. وشارك مع منتخب فرنسا تحت 21 سنة لكرة القدم ومنتخب فرنسا الأولمبي لكرة القدم. أما مع النوادي، فقد لعب مع باريس سان جيرمان ونادي ستراسبورغ ونادي سوشو ونادي شاتورو.

## وصلات خارجية
- فنسنت فرنانديز (لاعب كرة قدم) على موقع رابطة كرة القدم الفرنسية للمحترفين (الإنجليزية)
- فنسنت فرنانديز (لاعب كرة قدم) على موقع قاعدة بيانات كرة القدم.إي يو (الإنجليزية)
- فنسنت فرنانديز (لاعب كرة قدم) على موقع ليكيب (الفرنسية)
- فنسنت فرنانديز (لاعب كرة قدم) على موقع أوليمبيديا (الإنجليزية)